# Kasetna bomba BL-755; IBL-755 i RBL-755
BL-755; IBL-755 i RBL-755 (Belovka) su kasetne avio bombe Britanske proizvodnje i to je u suštini jedna ista kasetna samo sa nekim malim unapređenjima i modifikacijama, te je tako i dobijala različite oznake kasetnih kontejnera. Mnogi ih zovu jedinstveno BL-755, bez obzira ne modifikovanu varijantu. Možda je bilo bolje da su na BL-755 stavljali samo dodatne oznake kao na primer: a, b i c, to bi jednostavnije bilo, ovako za obične korisnike deluje malo zbunjujuće, kada ima 3 različita tipa bombi, a u suštini to je jedna sa raznim unapređenjima i modifikacijama. Sve ove različitosti biće detaljnije opisane dole u opisu te kasetne bombe i objašnjeno u čemu se sastoje te male razlike ove tri iste bombe. Ova bomba BL-755 je avio bomba sa slobodnim padom razvijena u firmi Hunting Engineering Ltd, Reddings Wood, Ampthill, V. Britanija na osnovu zahteva RAF-a iz šezdesetih godina. Prvo testiranje ove bombe bilo je 1970. godine, a dve godine kasnije to jest 1972. godine ušla je u operativnu službu RAF-a. Namenjena je za uništavanje tenkova i ljudstva i nalazi se u naoružanju mnogih zemalja. Bomba je u proizvodnji od 1986.godine. Razvijena je po zahtevu da se stvori oružje visoke verovatnoće uništenja raznih malih tvrdih i mekih ciljeva, uz istovremeno znatno smanjen rizik za avion, pošto se odbacuje iz niskog brišućeg leta. Podvešava se na podkrilne i podtrupne nosače avio-bombi, a moguća su postavljanja na dva razmaka alki 250 mm što je podešeno za avione bivšeg istočnog bloka i 355,6 mm što je NATO standard, tako da zavisno od toga koliko avion ima podvesnih tačaka zavise i njegove mogućnosti za nošenje avio-bombi BL-755.

## Opis
Postoje tri vrste avio-bombi BL-755:
- BL-755 sa varijantama 1, 2, 3 i 4; i
- IBL-755 i
- RBL-755.

### Kasetna bomba BL-755
Kasetna avio-bomba BL-755 namenjena je za nošenje 147 malih protivoklopnih bombica MK-1, koje imaju dvostruku namenu: 
- uništavanje raznih ciljeva na frontu;
- onda u pozadini (oklopna i druga vozila, kao i avioni na stajankama) i
- za dejstva po živoj sili (parčadno dejstvo).

Bomba je konstruisana za bombardovanje iz horizontalnog-brišućeg leta po tačkastim ciljevima u krugu elipse, pri brzini aviona od 500 km/h. Minimalna visina odbacivanja je 50 m, a napad se izvodi direktnim nadletanjem cilja.
Dejstvo bombe je površinsko pošto se bombice rasipaju u elipsastoj zoni površine 50 x 200 m (zavisi od brzine aviona, visine odbacivanja i otvaranja kasete). Pogodna je za napad na kolone vozila i linijske ciljeve.
Svaka od bombica prilikom detonacije ima oko 1400 fragmenata, dok ceo jedan kaontejner sa 147 kasetnih bombica ima više od 200 hiljada fragmenata.
Bomba se može koristiti sa jednostavnim ili savremenim nišanskim uređajima, a obezbeđena je osiguračima koja omogućavaju zaštitu osoblja i aviona za vreme podešavanja, nošenja, odbacivanja i odvajanja malih bombica od kostura bombe. Bomba je takođe zaštićena od delovanja elektronskih protivmera.
Avio-bomba BL-755 nije problematična za integraciju, te je mogu nositi razni avioni, u unutrašnjem prostoru i na spoljnim nosačima. Može se koristiti sa jednostavnim i sa računarskim nišanima.
BL-755 kasetna avio-bomba, sadrži submuniciju vrste:
- ·Mk.2 - sa kratkim vremenom kašnjenja;
- ·Mk.3 - ima dodatno gnezdo za zakačke od 250 mm;
- ·Mk.4 - ima vremena kašnjenja kao varijanta IBL-755

### Kasetna bomba IBL-755
IBL-755 kasetna avio-bomba, razvijena je sa ciljem da ima veću probojnost oklopa. Ima veću tačnost pogađanja, pošto je izmenjen oblik jata rasutih bombica. Male bombice imaju veću mogućnost kočenja, tako da imaju i veći upadni ugao za probijanje oklopa. Primenjeno je poboljšano kumulativno punjenje i tehnologija eksploziva (posle uvođenja u upotrebu bombe varijante BL-755.
Kasetna bomba u sve 3 varijante BL-755, IBL-755 i RBL-755 nose u sebi 147 malih bombica MK-1, smeštenih u 7 spremnika i to po 21 kom u svakom spremniku. Svaki spremnik ima po 7 odeljaka za smeštaj po 3 bombice koje se izbacuju istovremeno. Bombice MK-1 uništavaju oklopne ciljeve kumulativnim dejstvom, a živu silu oko tenkova parčadima rasprsnutog tela bombice (težina parčadi oko 0,13 g).
Stabilizator bombe je promenjivog raspona. Četiri pokretna peraja se nalaze u uvučenom položaju za vreme čuvanja, transporta i do otkačinjanja sa aviona. Posle odbacivanja bombe pokretna krilca stabilizatora se izvlače i daju veću stabilnost bombe na putanji.
Za dejstvo bombe koriste se dva piropatrona:
- -primarni, za odbravljivanje i odbacivanje oplate tela bombe i
- -sekundarni, za izbacivanje bombica iz bombo-odseka.

Iniciranje piropatrona vrši mehanizam armiranja i okidanja (SAFU) samo ako se bomba odbacuje na ,,aktiv” i pri brzinama otkačinjanja bombe sa aviona oko 500 km/h. Pri toj brzini armirajuća vetruška uspeva da ostvari oko 5000 O/min, što je uslov da se izvrši aktiviranje primarnog patrona.
Kasetna avio-bomba BL-755 podeljena je u tri osnovna dela:
- prednji osnovni konus,
- centralni deo bombe i
- zadnji deo bombe - sklop stabilizatora.

Treba pomenuti da prva verzija kasetne BL-755 je mogla da ošteti oklopljena vozila debljine do 250 mm, a njena modifikacija IBL-755 je mogla da prodre do 300 mm čeličnog oklopa. Svaka od bombica prilikom detonacije ima oko 1400 fragmenata, dok ceo jedan kaontejner sa 147 kasetnih bombica ima više od 200 hiljada fragmenata.

### Kasetna bomba RBL-755
RBL-755 kasetna avio-bomba je kompanija Hunting Engeneering razvila verziju RBL-755 sa vođenim beskontaktnim upaljačem, koji omogućava bacanje bombica čak i sa srednjih visina (iznad 10 000 stopa / 3305 m). Proizvedeni BL-755 bili su po ovom standardu modifikovani u drugoj polovini devedesetih. RBL-755 korišćen je 1999. godine za vreme NATO agresije na Srbiju. Ta bombica je opremljeno radarskim ili laserskim visinomerom, koji deluje kao blizinski upaljač, aktivirajući kontejner na optimalnoj visini, koja je već unapred određena, i izbacuje bombice iz kontejnera, gde se one raspršuju u krugu od 50 do 200 metara, u zavisnosti od visine otvaranja kasete i brzine leta aviona, ta površina može da bude i veća. To znači da sada avioni sa mnogo većih i bezbednijih visina mogu da ispuštaju kasetne, a da sami ne budu ugroženi, što do tada nije bio slučaj, jer su morali u niskom brišućem letu da ih ispuštaju. U Zalivskom ratu 1991. godine Britanci su imali jako velikih problema jer su ih Iračani gađali sa raketama zemlja-vazduh, poput 9K34 Strela-3, ili nekih sličnih varijanti.

## Funkcionisanje ove kasetne bombe
Posle podvešavanja bombe na nosač mora se postaviti dvostruko uže aktiv-pasiv. Kraći kraj užeta se veže za potezni osigurač opružnog mehanizma a duži za potezni osigurač za otvaranje stabilizatora. Pred poletanje aviona iz bombe se izvlače transportni osigurači iz ograničavača okretanja vetruške, iz opružnog mehanizma i iz stabilizatora.
Posle odbacivanja bombe na ,,aktiv” uže aktiv-pasiv otpušta opružni mehanizam koji zatvara zadnji deo cevi za razvod gasova i istovremeno se vrši otvaranje stabilizatora. Sa zatvaranjem cevi za razvod gasova opružnim mehanizmom, povezano je povlačenje osigurača koji oslobađa okretanje vetruške na prednjem delu bombe.
Kada vetruška dostigne 5000 O/min centrifugalni tegovi na njenoj osovini se razdvoje i nalegnu na unutrašnju stranu doboša koji se počne okretati. Njegovo okretanje se prenosi na udarnik koji se navrće na nosač udarne igle, te dolazi do sabijanja udarne opruge. Pošto je oslobađanjem vetruške preko dvokrake poluge otpušten tj. uključen satni mehanizam koji sklanja osigurač udarne igle, a pošto je udarna opruga za to vreme sabijena dolazi do opalenja primarnog piropatrona. Stvoreni gasovi delujući na horizontalne klipove vrše povlačenje spojne šipke oplata, te se oplate oslobađaju jedna od druge. Kada gasovi doteraju klipove do krajnjeg položaja one ulaze u vertikalne cilindre u kojima delujući na klipove vrše potiskivanje oplata gore tj. dole. Čim oplate budu zahvaćene vazdušnom strujom otvaraju se i padaju sa kasete.
Gasovi sekundarnog patrona deluju na prednji deo centralne razvodne cevi za distribuciju gasova, smirujući zadržavajući prstenasti osigurač, te dolazi do pomeranja razvodne cevi unazad i poklapanja otvora na razvodnoj cevi sa kalibrisanim otvorima kroz koje gasovi ulaze u naduvavajuće kesice (u svakom bomboodseku-spremniku nalazi se po 7 kesica). Naduvane kesice guraju bombice, držeće stege pucaju na oslabljenim mestima i male bombice izleću iz svojih ležišta. Da ne bi došlo do sudaranja bombica posle izbacivanja iz odseka različite su početne brzine bombica, što je regulisano veličinom pritiska. Pri daljem padu bombice MK-1 se otvaraju i pripremaju za dejstvo.

## Protivoklopna kasetna bombica MK-1
Namenjena je za borbu protiv oklopnih ciljeva (tenkova i oklopnih transportera) i neutralisanje žive sile. Bombica MK-1 predstavlja kombinaciju kumulativne i rasprskavajuće bombice koja se izbacuje iz kasetne bombe BL-755. Svaka bombica je teška oko 1,13 kg, a pri eksploziji tela bombice daje oko 2200 malih parčadi za uništavanje žive sile. Prosečna masa parčadi iznosi 0,13 g,
Armirajući i sigurnosni uređaj omogućava da upaljački sistem bombice bude u sigurnom ili armiranom položaju, što znači da je eksplozivno punjenje detonatora izolovano od eksplozivnog punjenja (prekinut inicijalni lanac) pre armiranja. Osnovno punjenje je eksploziv RDX/TNT. Dejstvo osnovnog punjenja (koje je sastavljeno od 60% CYCLONITE i 40% TNT) prouzrokuje da se košuljica bombice rasprsne u 2200 sitnih komadića.

## Korisnici

### Postojeći korisnici
- : Indijske vazduhoplovne snage su koriste BL-755 na sovjetskim avionima MiG-27.[3]
- : Iranska vojska je prema popisu kojeg je sastavio Jane's Information Group,  raspolagala sa ovom bombom.[4] Poslednji put je korišćena tokom iransko-iračkog rata kada su tom bombom opremljeni avioni F-4 Fantomi.[5] Iranske vazduhoplovne snage sedamdesetih godina kupile su 3000 komada ovih bombi za svoje avione.
- : Vojska Srbije ima ove bombe BL-755 u svom posedu i njima može opremiti svoje avione MiG-21, Orao i G-4 Super Galeb.[6]
- : Etiopija
- : Grčka
- : Nigerija
- : Zimbabve
- : Pakistan
- : Saudijska Arabija
- : Ujedinjeni Arapski Emirati
- : Oman

### Bivši korisnici
- : Tadašnje Zairsko ratno vazduhoplovstvo je imalo BL-755.[7] A kasnije je to Kongo nasledio.
- Jugoslavija: JNA je svojevremeno nabavila veliku količinu ovih bombi.[7] Raspadom zajedničke države, oružje je preneseno na tadašnju SRJ dok je danas u službi Srbije.
- : Nemački Luftvafe je koristio BL755 na Tornadu, a iz službe ga je povukao 2006. godine.[8] Takođe, Nemačka je uz Veliku Britaniju potpisnica Konvencije o zabrani korišćenja kasetnog oružja.[6]
- : Britanski RAF i Britanska kraljevska ratna mornarica, su koristili kasetnu bombu najpre tokom Falklandskog rata a posle i početkom 1990-ih u Bosni i Zalivskom ratu. Tokom 2004. godine britanski parlament je doneo odluku o povlačenju BL-755 iz upotrebe[9] što je i urađeno tokom 2007. i 2008.
- : Belgija
- : Italija
- : Holandija
- : Švajcarska
- : Portugalija

## Korišćenje kasetnih bombi BL-755 u konfliktima
1982: Na Folklandskim ostrvima su britanski avioni Si Harijer doleteli sa nosača aviona HMS Hermes i gađali pešadiju argentinske vojske u blizini aerodroma Port Stenli, zatim malu travnatu pistu kod Gus Grina, kao i Luku Huard. Kasetne bombe koje su korišćene su BL-755 i bačeno je 107 kontejnera kasetnih sa 15.729 bombica.
1984-1988: U ratu između Iraka i Irana je došlo do korišćenja kasetnih bombi i to od strane Islamske Republika Irana i njenih vazduhoplovnih snaga koje su koristile BL755 kasetne bombe gađajući iračke trupe i oklopna vozila. Avioni koji su nosili te bombe su:  F-5E, F-5F, F-4D i F-4E Fantomi.
1991: U Mađarskoj je tadašnja Jugoslavija u noći 21. oktobra 1991. greškom bacila dve kasetne bombe BL755 Mk.3 na periferiju Barča, malog grada u najjužnijem delu Mađarske, nanevši im veliku materijalnu štetu, gde srećom nije bilo žrtava. Incident je doveo do hitne nadogradnje Mađarskog ratnog vazduhoplovstva, koje je dobilo 28 novih lovaca MiG-29 B u zamenu za otpis državnog duga bivšeg Sovjetskog saveza. Mađarska vlada je takođe pozvala NATO avione E-3 AVAKS da patroliraju iznad Balaton jezera.
1992-1995: U Bosni su tokom rata Britanci bacili kasetne bombe. Takođe u tom ratu je i vojska Jugoslavije i nevladine trupe u ranoj fazi sukoba iskoristile raspoložive zalihe kasetne municije i gađali pobunjeničke položaje kasetnim bombama BL-755.
1998-2003: U DR Kongu u takozvanom drugom kongoanskom ratu je učestvovalo 8 afričkih zemalja i oko 25 naoružanih grupa, tako da je to bio najveći afrički rat posle II svetskog rata. U tom sukobu su upotrebljene kasetne bombe BL-755 britanske proizvodnje, BLU-63 američke proizvodnje, i PM-1. Vazduhoplovstvo Zimbabvea je koristilo kasetne BL755s, protiv Ruande, Ugande i pobunjeničkih snaga Konga tokom ranih faza rata, u znak podrške lidera Konga Laurent Kabila. Ostaci kasetne municije pronađeni su u provincijama Ekuateur, Katangu, Maniema i pokrajini Orientale, a postoji sumnja da ih ima i u provinciji severni Kiv. Zbog složenosti samog sukoba i učestvovanja dosta zemalja kao i naoružanih grupa, ne zna se tačno ko je sve upotrebljavao tu municiju. Prema nepotpunim izveštajima, broj žrtava od ostataka kasetne municije je najmanje 207 i to od 1964. do kraja 2010. godine.
1999: U tadašnjoj Jugoslaviji je Britansko vazduhoplovstvo za vreme NATO agresije bacalo kasetne bombe RBL-755. Naročito je bilo izraženo u pograničnim područjima i na većem delu teritorije Kosova. Za vreme tih operacija ukupno je bačeno 531 kasetna bomba RBL-755, (starije verzije BL-755 nisu bacane). njihovi ciljevi su bili aerodrom, onda tenkovi, artiljerija, a takođe i mesta okupljanja i kolone vozila, onda sama vojska. RAF je prvi put to koristio 6. aprila protiv konvoja vojnih vozila i tenkova, a takođe i sledeća nekoliko dana ponovio napade, gde su bila grupisana vozila. Dana 14.maprila je gađano skladište goriva kod Prištine, a 17 i 18. aprila su korišćene za napade na srpske specijalne snage. Najveća upotreba RBL-755 bila je 5. maja kada je upotrebljeno protiv srpskih lako oklopljenih vozila i gađana je artiljerija sa ukupno 32 kontejnera tih bombi. RBL-755 su korišćeni praktično za čitavo razdoblje sukoba. Posle završetka tog rata u analizi učinka kasetnih bombica RAF vazduhohoplovne snage Britanije su izrazili veliko nezadovoljstvo gde je ministarstvo vojske izdalo hitan operativni zahtev (Zahtev za hitne operacije), zato što je učinak kasetnih bio katastrofalno loš, jer je imao samo 5% kvalitetnog učinka na terenu dejstva kasetne.
2003-2006: U Iraku su SAD i Britanci tokom 3 nedelje ratnih dejstava bacile oko 13.000 kasetnih bombi, koje sadrže oko 1,8 do 2 miliona bombica. Britanci su tada koristili svoj arsenal kasetnih BL-755, gde su i pronađene prilikom čišćenja kontaminiranog terena.
2009-2018: U Jemenu je koalicija je predvođena Saudijskom Arabijom u periodu od 2015–2017 izvela vojnu operaciju protiv snaga Ansara Alaha, poznatih kao oružana grupa Huti. Koalicija je koristila avio kasetnu municiju u naseljenim oblastima i u tim napadima je došlo do civilnim žrtvama kao i do velike štete nanete civilnim objektima. I u 2018. godini je bilo 23 napada sa kasetnim bombama ali ih je teško dokazati zbog nemogućnost prisustva izveštača sa terena. Korišćenje kasetnih u tim sukobima u periodu od 2015-2017 su BLU-63, BLU-97, BLU-108 Američke proizvodnje, kao i BL-755 Britanske proizvodnje. Nakon izveštaja o velikoj civilnoj šteti u Jemenu u maju 2016. godine, Obamina administracija je obustavila izvoz američke kasetne municije u Saudijsku Arabiju. Takođe oštro je protestovala i Velika Britanija tako da se decembra 2016. godine, Saudijska Arabija obavezala da će prestati da koristi sve kasetne koje su proizvedene u Britaniji. Inače Velika Britanija je potpisnica sporazuma o zabrani kasetne municije, što daje na značaju o pravilnoj i korektnoj primeni tog sporazuma.

## Galerija slika
- Izložena kasetna BL-755 sa njenim TT podacima.
- Izložena kasetna BL-755 sa njenim TT podacima.
- TT podaci kasetne bombe BL-755.
- Kasetna bomba BL-755.
- Kasetna bomba BL-755.

## Spoljašnje veze
- (језик: енглески) Vojni sajt Wikia - Sve o kasetnih bombi BL-755
- (језик: енглески) Opis kasetne bombe BL-755
- (језик: енглески) Malo kompletniji opis kasetne BL-755
- (језик: енглески) Forum - Opis kasetne bome BL-755 Архивирано на веб-сајту  (24. фебруар 2020)